# Gökçedal
Gökçedal (kurdisch: Deştîl oder Deşt) war 2010 ein verlassenes türkisches Dorf im Landkreis Yayladere der ostanatolischen Provinz Bingöl. Gökçedal liegt in einer gebirgigen Region auf 1.620 m über dem Meeresspiegel, 12 km östlich von Yayladere.
Gökçedal wurde in den Bevölkerungslisten des Jahres 2009 nicht mehr geführt. Seit 2011 wächst aber die Bevölkerung wieder und betrug 2013 sogar 15 Einwohner.
Der frühere Name lautete Deştîl. Dieser ist auch in dieser Form im Grundbuch registriert.